# داريجة
دَارِيجَة (بالتركية: داریجه/Darıca) مدينة في تركيا تقع شمال غرب البلاد في ولاية قوجه ايلي في شمال غرب البلاد، حسب إحصاءات 2012 بلغ عدد سكان المدينة مائة وسبعة خمسون ألف نسمة، تطل المدينة على بحر مرمرة .

## اقرأ أيضا
- قائمة مدن تركيا